# Daisy Bufford
Daisy Bufford est une actrice née le 20 avril 1913 à Franklin (Louisiane), et décédée le 18 décembre 1987 en Californie.

## Filmographie
- 1930 : Deep South
- 1934 : Images de la vie : la serveuse noire
- 1935 : A Notorious Gentleman d'Edward Laemmle : la serveuse
- 1935 : Ne pariez pas sur les blondes (Don't Bet on Blondes) : Penny
- 1935 : Diamond Jim d'A. Edward Sutherland : la domestique
- 1936 : Épreuves (Next Time We Love) : la domestique
- 1936 : Show Boat : la domestique de Chicago
- 1936 : Forgotten Faces : la domestique
- 1936 : To Mary - with Love : la domestique
- 1936 : Star for a Night : la domestique
- 1937 : Deep South (en)
- 1937 : Nobody's Baby : la femme noire dans le taxi
- 1937 : L'Or et la femme (The Toast of New York) : Heather, la domestique de Josie
- 1937 : Sophie Lang Goes West de Charles Reisner : la domestique
- 1937 : Hollywood Hollywood (Something to Sing About) : Daisy (la domestique de Stephanie)
- 1937 : The Adventurous Blonde : Daisy, la domestique de Mrs. Gray
- 1937 : Love on Toast : Hyacinth
- 1938 : L'Insoumise (Jezebel) : la fille au fleurs
- 1939 : Fausses Notes (Naughty But Nice) : Daisy, la domestique de Zelda
- 1939 : The Star Maker : la domestique noire
- 1939 : Autant en emporte le vent (Gone with the Wind) : l'employée de maison
- 1940 : Son of Ingagi
- 1940 : Two Girls on Broadway : l'employée du night-club
- 1942 : Lady Gangster : la fille noire